# Noah Penda
Noah Penda, né le 7 janvier 2005 à Paris en France, est un joueur français de basket-ball évoluant aux postes d'ailier et ailier fort pour le Magic d'Orlando en NBA. Il mesure 2,02 m.

## Biographie

### Débuts dans le basket-ball
Il naît à Paris dans le 13e arrondissement et grandit à Montreuil puis à Bondy, avec son frère et sa soeur.  Il est issu de familles de sportifs  et ses parents étant eux-mêmes basketteurs - son père jouant en Nationale 2 et entraînant et sa mère en Nationale 1B, Noah Penda comme son frère Swann et sa sœur a été un habitué des parquets dès son plus jeune âge. 
Après avoir pratiqué le judo pendant 5 ans, en même temps que le tennis puis le football, il débute le basket-ball à l'âge de huit ans au BC Fontenay. L'année suivante, il rejoint Villemomble Sports son club formateur, et y reste pendant quatre saisons. Lors de la saison 2018-2019, Noah Penda part du côté du Levallois Sporting Club. L'année suivante, il intègre, en parallèle, le Pôle Espoirs Île-de-France, avec des joueurs comme Tidjane Salaün, ou encore Nolan Traoré , et évolue toujours en championnat de France U15 Elite sous le maillot de Levallois. Il prend part à 11 rencontres et inscrit en moyenne 19,5 points par match, meilleur marqueur du championnat.
En 2020, Noah Penda rejoint le Centre fédéral. Durant cette saison, bien que U18 il est choisi par Jean-Aimé Toupane pour jouer en Nationale 1. En 2021-2022, il tourne à près de 11 points de moyenne en Nationale 1, la troisième division professionnelle, et s'inscrit comme le leader de son équipe avec une moyenne 15 d'évaluation, devant des coéquipiers comme Melvin Ajinça et Rayan Rupert.

### Premier contrat professionnel à Vichy (2022-2024)
En juin 2022, ayant obtenu son bac scientifique avec mention et 1 an d'avance, Noah Penda décide de quitter le Pôle France avec un an d'avance pour signer son premier contrat professionnel avec la JA Vichy. Il y évolue pendant deux saisons en Pro B et finit sa deuxième saison avec 10,1 point et 5,6 rebonds en moyenne et la meilleure évaluation de son équipe à 14,2. Avec la JA Vichy, il gagne en 2024 la finale de la Leaders Cup contre Châlons-Reims avec 26 d'évaluation et atteint en 2024 les demi-finales de la Coupe de France, de laquelle la JA Vichy est éliminée par la JDA Dijon après avoir sorti l'ESSM Le Portel.

### Découverte de la Betclic Élite au Mans (2024-2025)
Premier français à déclarer s'inscrire à la draft 2024, Noah Penda s'engage néanmoins en juin 2024 pour trois saisons avec Le Mans (il y rejoint son ex-entraîneur de la JA Vichy, Guillaume Vizade). Après une dizaine de workouts réalisés, il retire son nom afin de préserver ses chances pour 2025.
Noah Penda réalise une bonne saison individuelle et collective et est élu meilleur espoir du championnat. Il est d'ailleurs sélectionné pour la All Star Game LNB en décembre 2024.

### Arrivée en NBA (depuis 2025)
Noah Penda est sélectionné en trente-deuxième position par les Celtics de Boston lors de la draft 2025 de la NBA. Il est ensuite envoyé au Magic d'Orlando.
Le 5 juillet 2025, il signe un contrat de quatre saisons avec le Magic d'Orlando, les deux premières étant par ailleurs garanties.

### Équipes de France
Depuis son éligibilité, Noah Penda a toujours été sélectionné en équipe de France Jeunes.
- Campagne 2020-2021 - Sélection U16
- Campagne 2021-2022 - Sélection U17 - Coupe du Monde (Espagne / Malaga)
- Campagne 2022-2023 - Sélection U19 (surclassé) - Coupe du Monde (Hongrie / Debrecen)
- Campagne 2023-2024 - Sélection U20  (surclassé°  - Coupe d'Europe (Pologne / Gdynia)

Lors de la campagne de l'équipe de France 2024 pour la qualification aux championnat d'Europe, Noah Penda est sélectionné comme partenaire d'entraînement de l'équipe de France par Frédéric Fauthoux, nouvel entraîneur de l'équipe nationale.

## Palmarès et distinctions individuelles

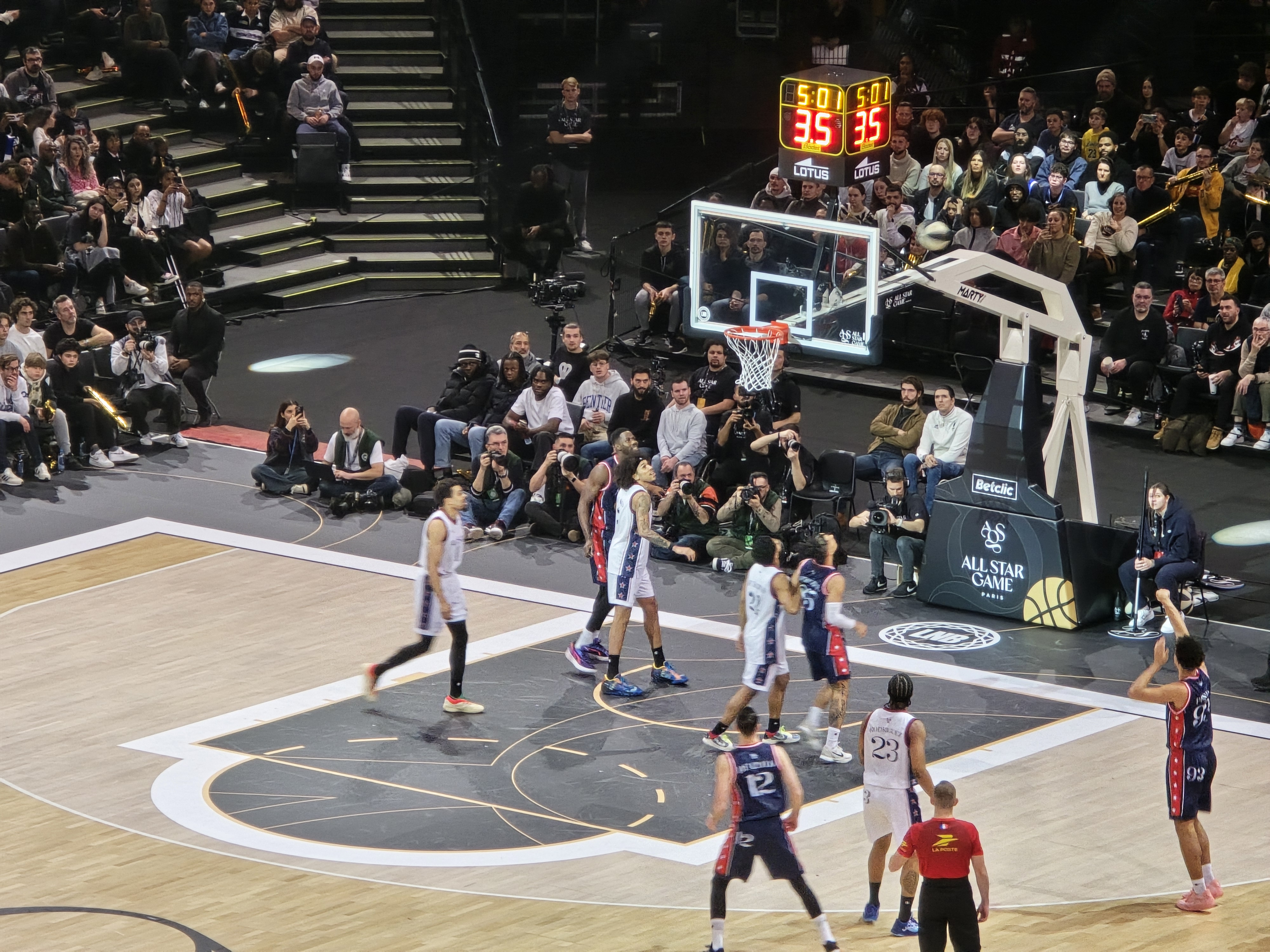
Noah Penda au tir lors du All-Star Game LNB 2024.

### En club
Pôle France
- Vainqueur de l'Adidas Next Generation Tournament (en) à Varèse en avril 2022 et élu dans le cinq majeur du tournoi

 JA Vichy
- Élu meilleur jeune de Pro B en 2024

 Le Mans Sarthe Basket
- Élu meilleur jeune de Betclic Élite des mois d'octobre et novembre de la saison 2024
- Elu meilleur jeune de la phase aller par les GM de la saison 2024-2025 (43,8 % des votes)[réf. nécessaire]
- Sélectionné lors du All-Star Game LNB 2024
- Vainqueur et élu meilleur joueur du premier Young Star Game LNB 2025[11]
- Élu meilleur espoir du championnat de France : 2025

### En sélection nationale
- Médaille de bronze de la coupe du monde des moins de 17 ans en 2022
- Médaille d’argent de la coupe du monde des moins de 19 ans en 2023
- Médaille d'or du championnat d'Europe U20 en 2024 et élu dans le cinq majeur du tournoi